# Mandringrot
De Mandringrot is een archeologische vindplaats te Malataverne in de vallei van de Rhône in Frankrijk. Het betreft eerder een abri, een overhangende rots van kalksteen, dan een echte grot. De schuilplaats werd door neanderthalers en door homo sapiens uit het initieel laatpaleolithicum gebruikt.
Begin jaren 1960 vond Gaston Etienne er menselijke resten uit de bronstijd. Hij vernoemde de grot naar Louis Mandrin, een bekend smokkelaar.
Sinds 1998 wordt het archeologische onderzoek op de vindplaats geleid door Ludovic Slimak. Zijn team vond er 12 goed bewaarde lagen sediment van meer dan 100.000 jaar tot ongeveer 40.000 jaar oud. Er werden 60.000 stenen gereedschappen, 70.000 dierenbeenderen en 9 tanden van hominini gevonden. Volgens Slimak werd bewijs gevonden dat homo sapiens 10.000 jaar vroeger het Europese continent koloniseerde dan voorheen gedacht.

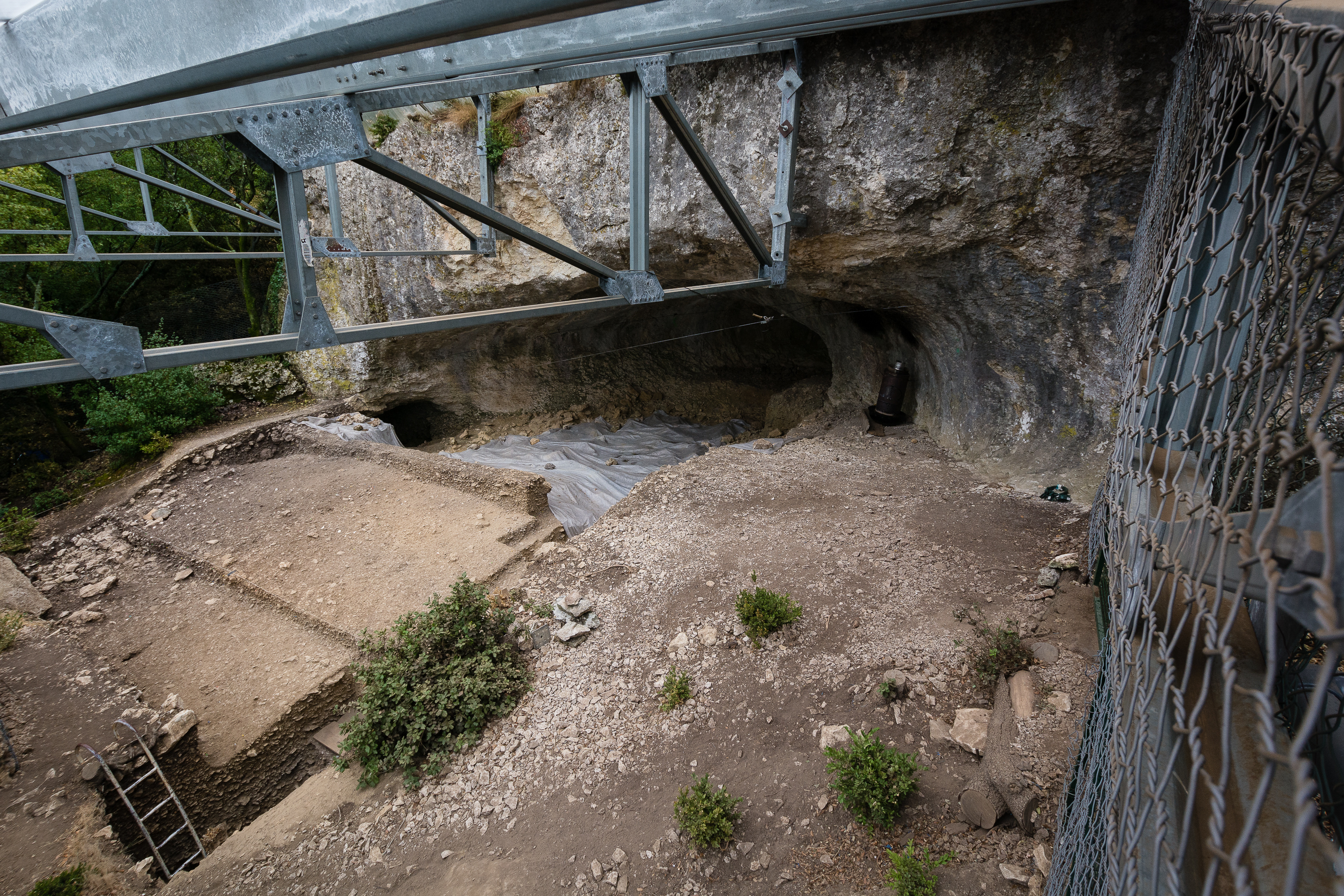
Vooraanzicht in 2016
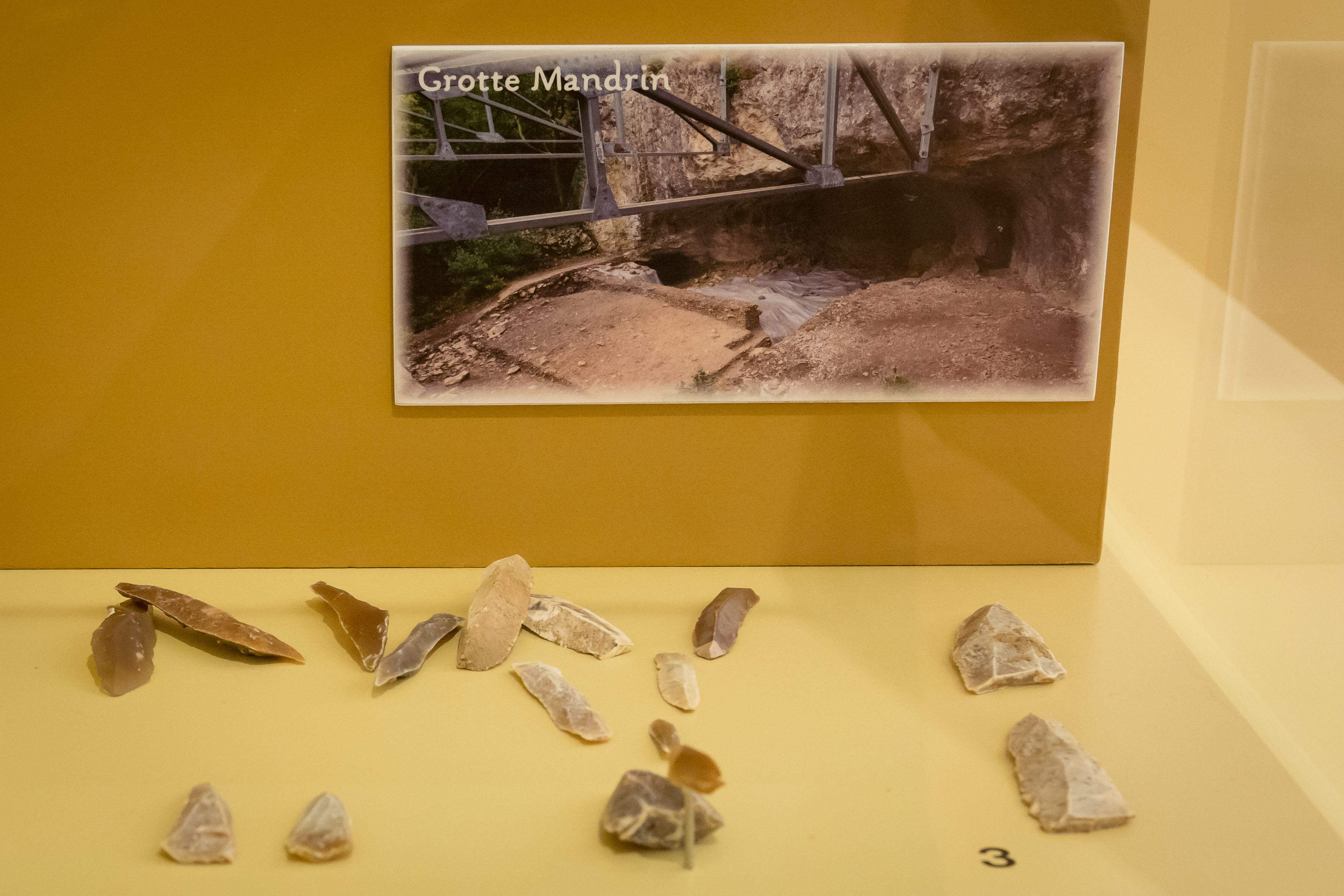
Stenen gereedschappen uit de grot
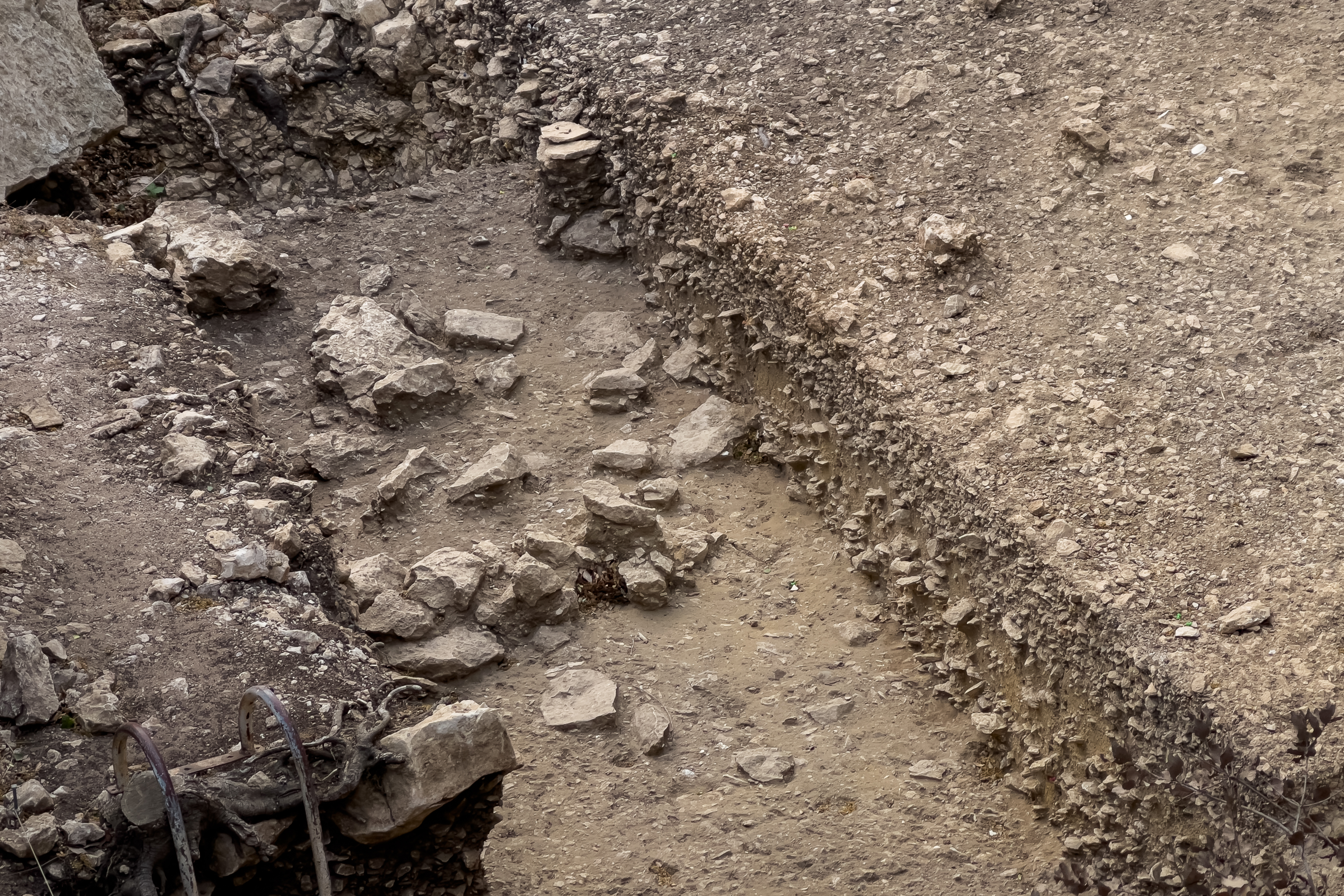
Foto uit 2022